# Horst Jäger (Politiker, 1926)
Horst Jäger (* 21. Juni 1926 in Groß Quenstedt; † 7. Januar 1981) war ein deutscher Politiker und ehemaliger Landtagsabgeordneter (SPD).

## Leben und Beruf
Nach dem Schulbesuch mit dem Abschluss Abitur studierte Horst Jäger Rechts- und Staatswissenschaften an den Universitäten Berlin und Köln. 1954 legte Jäger das erste und 1958 das zweite juristische Staatsexamen ab. Er war dann als Staatsanwalt tätig. Von Juli 1968 bis Januar 1981 war Jäger Polizeipräsident in Düsseldorf.

## Abgeordneter
Vom 24. Juli 1966 bis 5. Juli 1968 war Jäger Mitglied des Landtags des Landes Nordrhein-Westfalen. Er wurde im Wahlkreis 027 Rheinisch-Bergischer Kreis I direkt gewählt und schied während der Legislaturperiodes aus.
Dem Gemeinderat der Stadt Porz gehörte er ab 1961 an.